# Escapade fatale (film)
Pour plus de détails, voir Fiche technique et Distribution.
Escapade fatale (Edge of Winter) est un film américain réalisé par Rob Connolly sorti en 2016.

## Synopsis
Elliot Baker, récemment divorcé et renvoyé de son travail, saisit l'occasion de se rapprocher de ses deux fils, lorsque son ex-femme et son nouveau mari prennent quelques jours de vacances et décident de les lui laisser. Bradley, Caleb et Elliot se voient partir pour une escapade dans les bois afin d'apprendre à tirer à la carabine. Piégés par une tempête de neige, ils se retrouvent dans une cabane isolée de tout. Elliot devient peu à peu imprévisible et dangereux. Ce qui commençait comme une possibilité de relation père/fils se transforme en cauchemar...

## Fiche technique
- Titre original : Edge of Winter
- Titre français : Escapade fatale
- Réalisation : Rob Connolly
- Production : Jonathan Bronfman, Kyle Mann, Jeff Sackman, Michael Risley, Aaron Barnett, Lon Molnar
- Scénario : Rob Connolly et Kyle Mann
- Casting : Kerry Rock
- Costumes : Joanna Syrokomla
- Photographe : Norm Li
- Musique : Brooke Blair & Will Blair
- Année de production : 2016
- Société de production : Independent Edge, Téléfilm Canada, Jabro Production, Drive Films, Tajj Media
- Lieux de tournage : Sudbury, Ontario, Canada
- Pays d'origine :  États-Unis  Canada
- Langue d'origine : anglais
- Genre : Thriller, Drame
- Durée : 90 minutes
- Date de sortie :
  -  États-Unis : 2 août 2016
  -  France : 31 juillet 2016

## Distribution
- Tom Holland (VF : Hugo Brunswick) : Bradley Baker
- Joel Kinnaman (VF : Ludovic Baugin) : Elliot Baker
- Percy Hynes White : Caleb Baker
- Shiloh Fernandez (VF : Donald Reignoux) : Richard
- Rachelle Lefèvre (VF : Adeline Moreau) : Karen
- Rossif Sutherland : Luc
- Shaun Benson (VF : Yann Guillemot) : Ted
- Patrick Garrow : Gas Station Clerk